# Stari Trojany
Stari Trojany (ukr. Старі Трояни) – wieś na Ukrainie, w obwodzie odeskim, w rejonie izmailskim, w hromadzie Suworowe. Miejscowość etnicznie gagauska.
W 2001 liczyła 2225 mieszkańców, spośród których 48 wskazało jako ojczysty język ukraiński, 438 rosyjski, 29 mołdawski, 158 bułgarski, 2 białoruski, 1548 gagauski, a 2 inny.